# Vasile Busuioc
Vasile Busuioc is de burgemeester van de gemeente Comloșu Mare, Timiș, Roemenië. Vasile Busuioc werd gekozen op 6 juni 2004 met een erg grote meerderheid van de stemmen. Hij kreeg 1801 van 2106 stemmen. Vasile Busuioc is lid van de Sociaaldemocratische Partij.